# Ina S. Lorenz
Ina Susanne Lorenz (* 5. März 1940 in Hamburg) ist eine deutsche Historikerin und Hochschullehrerin.

## Leben und Wirken
Ina S. Lorenz, geborene Werner, wurde als jüngstes Kind einer bekannten Hamburger Bankiersfamilie geboren. Ihre Gymnasialzeit absolvierte sie an der Heilwig-Schule. Nach dem Studium der Geschichte, Philosophie und Kunstgeschichte in München, Berlin, Wien und Karlsruhe wurde sie mit einer Arbeit über den liberalen Politiker Eugen Richter promoviert. 1987 erfolgte die Habilitation in Karlsruhe über die Juden in Hamburg vom Kaiserreich bis zum Ende der nationalsozialistischen Gewaltherrschaft. Als Professorin am Institut für Sozial- und Wirtschaftsgeschichte der Universität Hamburg und als stellvertretende Direktorin am Institut für die Geschichte der deutschen Juden in Hamburg leistet sie bedeutende Beiträge zur Erforschung der jüdischen Geschichte ihrer Heimatstadt.
Zu ihren Forschungsschwerpunkten gehören die deutsch-jüdische Geschichte des 19. und 20. Jahrhunderts besonders im norddeutschen Raum und die Sozial- und Gemeindegeschichte der Juden in Hamburg. In Zusammenarbeit mit Jörg Berkemann schuf sie in 20-jähriger Arbeit eine Darstellung der Geschichte der Hamburger Juden zwischen 1933 und 1938/1939. Dieses Werk besteht aus sieben Bänden und 4773 Seiten. Es enthält zwei Monografien, vier Dokumentenbände und einen Registerband. Der Geschichtswissenschaftler Jörg Osterloh vom Fritz Bauer Institut nennt dieses Werk ein „Denkmal für die Hamburger Juden“ und wertet es als das „Standardwerk zur Geschichte der Juden“ in Hamburg in den Jahren 1933–1939.

## Ehrungen
- Für ihre Forschungen über Die Hamburger Juden im NS-Staat 1933 bis 1938/39 zeichnete die Obermayer Foundation Ina Lorenz und Jörg Berkemann mit dem Obermayer German Jewish History Award für das Jahr 2017 aus.[4]
- Der Verein für Hamburgische Geschichte verlieh Ina Lorenz am 5. April 2017 die Lappenberg-Medaille für Verdienste um die Erforschung der hamburgischen Geschichte.[5]

## Schriften (Auswahl)
Monografien
- Eugen Richter. Der entschiedene Liberalismus in Wilhelminischer Zeit – 1871 bis 1906. Matthiessen, Husum 1980. (Dissertationsschrift)
- Die Juden in Hamburg zur Zeit der Weimarer Republik. Eine Dokumentation. Christians Verlag, 2 Bände, Hamburg 1987.
- Identität und Assimilation. Hamburgs Juden in der Weimarer Republik. Christians Verlag, Hamburg 1989.
- Jüdische Stätten in Hamburg (Stadtplan). Hrsg. Institut für die Geschichte der deutschen Juden und der Landeszentrale für politische Bildung Hamburg, Hamburg 1995.
- mit Jörg Berkemann: Streitfall Jüdischer Friedhof Ottensen (1663–1993). Wie lange dauert Ewigkeit. 2 Bände, Hamburg 1995.
- mit Jörg Berkemann: Die Hamburger Juden im NS-Staat 1933 bis 1938/39. Sieben Bände, Wallstein, Göttingen 2016, ISBN 978-3-8353-1811-3 (Renzension von Jörg Osterloh).[6]
- David Sealtiel. Ich will der Landsknecht meines Volkes sein. Hentrich & Hentrich, Berlin-Leipzig 2019, ISBN 978-3-95565-344-6.
- Leo Lippmann. „Ich bin Sohn meiner innig geliebten deutschen Heimat“ (= Jüdische Miniaturen. Bd. 260). Hentrich & Hentrich, Leipzig 2020, ISBN 978-3-95565-416-0.

Herausgeberschaften
- Judentore, Kuggel, Steuerkonten. Untersuchungen zur Geschichte der deutschen Juden, vornehmlich im Hamburger Raum. Hrsg. von P. Freimark, I. Lorenz und G. Marwedel, Hamburg 1983.
- P. Freimark, A. Jankowski, I. Lorenz (Hrsg.): Juden in Deutschland. Emanzipation, Integration, Verfolgung und Vernichtung. Hamburg 1991.
- Verdrängung und Vernichtung der Juden unter dem Nationalsozialismus. Hrsg. A. Herzig und I. Lorenz in Zusammenarbeit mit S. Rohde, Hamburg 1992.
- Streitfall jüdischer Friedhof Ottensen (1663–1993). Texte und Dokumente. Hrsg. von I. Lorenz und J. Berkemann unter Mitwirkung von Rabbiner Z. W. Gotthold, Hamburg 1995.
- Verfolgung und Gottvertrauen. Briefe einer Hamburger jüdisch-orthodoxen Familie im ‹Dritten Reich›. Hrsg. und eingeleitet von Ina Lorenz unter Mitwirkung von Brigitta Bohn-Strauss, Döling und Galitz, Hamburg 1998.
- Otto Quirin: Hamburger Jüdische Portraits. Hrsg. von Michael Studemund Halevy und Ina Lorenz, Vorwort Maike Bruhns, ConferencePoint-Verlag, Hamburg 2012, ISBN 978-3-936406-38-2.